# En gång i Stockholm
"En gång i Stockholm" ("Era uma vez em Estocolmo") foi a canção que representou a Suécia no Festival Eurovisão da Canção 1963 que teve lugar em Londres em 23 de março desse ano.
A referida canção foi interpretada em sueco pela cantora de jazz Monica Zetterlund (20 de setembro de 1937 – 12 de maio de 2005).
A canção foi a vencedora do Melodifestivalen de 1963, onde foi interpretada por Monica Zetterlund e Carli Tornehave. a televisão Sveriges Radio, contudo decidiu que seria Zetterlund a interpretar a canção no Festival Eurovisão da Canção 1963. Foi a décima-terceira canção a ser interpretada na noite do festival, a seguir à canção da Espanha "Algo prodigioso", cantada por José Guardiola e antes da canção da Bélgica "Waarom?", interpretada por Jacques Raymond. Terminou a competição em 13.º e último lugar com 0 pontos (a única vez em que a Suécia obteve essa pontuação na história do Festival Eurovisão da Canção), empatada com as canções dos Países Baixos, Noruega e Finlândia. No ano seguinte, em 1964, a Suécia não participou devido a uma greve dos artistas suecos, mas regressaria em 1965, com a canção "Absent Friend", interpretada pelo cantor de ópera Ingvar Wixell.

## Autores
- Letrista: Beppe Wolgers
- Compositor: Bobbie Ericsson
- Orquestrador: William Lind

## Letra
A canção é uma balada, na qual Zetterlund desafia um amigo a passear na cidade de Estocolmo, mas a cidade e os rios encontram-se cobertos de neve.